# Епархия Гражау
Епархия Гражау (лат. Dioecesis Graiahuensis) — епархия Римско-Католической церкви с центром в городе Гражау, Бразилия. Епархия Гражау входит в митрополию Сан-Луиш-до-Мараньяна. Кафедральным собором епархии Гражау является церковь Пресвятой Девы Марии Благодатной Кончины.  

## История
10 февраля 1922 года Папа Римский Пий XI издал буллу «Rationi congruit», которой учредил территориальную прелатуру Сан-Хосе-Гражау, выделив её из aрхиепархии Сан-Луиш-до-Мараньяна.
22 июля 1939 года, 14 января 1958 года и 22 июня 1968 года территориальная прелатура Гражау передала часть своей территории в пользу учреждения новой территориальной прелатуры Кандиду-Мендоса (сегодня – Епархия Зе-Доки), Каролины и епархии Бакабала.  
4 августа 1981 года Папа Римский Иоанн Павел II преобразовал буллой «Qui ad Beatissimi Petri» территориальную прелатуру Сан-Хосе-Гражау в епархию.
9 октября 1981 года епархия Сан-Хосе-Гражау была переименована в епархию Гражау.

## Ординарии епархии
- епископ Roberto Julio Colombo (1924—1927)
- епископ Emiliano José Lonati (1930—1966)
- епископ Adolfo Luís Bossi (1966—1970)
- епископ Valenti Giacomo Lazzeri (1971—1983)
- епископ Tarcísio Sebastião Batista Lopes (1984—1986)
- епископ Serafino Faustino Spreafico (1987—1995)
- епископ Franco Cuter (1998 — по настоящее время)